# Can Bogunyà
Can Bogunyà  (en castellano, Can Boguñá), es una masía del municipio de Vallirana declarada como bien de interés local el 25 de marzo de 1987.

## Descripción
Se encuentra en el valle de Arús, formada por diferentes edificaciones con un patio delantero cerrado. El edificio principal es de planta rectangular y tiene una entrada arqueada con una fecha indicando 1789. En la fachada principal se encuentra marcada la fecha de 1780, en el extremo derecho hay un reloj de sol.

## Historia
La familia Bogunyà aparece mencionada en el fogaje de Vallirana de 1533, probablemente la masía ya existía. La masía es mencionada por primera vez en 1735 como "Casa Bogunyà". También aparece en el catastro de 1749. La estructura recibió una gran modificación en 1789 por las fechas marcadas en la estructura, al igual que en la ermita de San Silvestre en 1793 que forma parte de la finca; probablemente por el cambio de propiedad. En 1851 el dueño era Josep Bogunyà. En 1965 la finca fue adquirida por la familia Valls. En 1972 la masía pasa a ser un centro canino. La zona sufrió por fuertes incendios entre los años 1995 y 2013.

## Actualidad
En la actualidad una parte de la masía es destinada como refugio de animales, centro canino y el resto de sus terrenos para la explotación ganadera. A partir de julio de 2022 se inició un proyecto para mejorar el estado de los bosques de la zona, se liberó a siete caballos de la Asociación Forest Horses para pasturar en un área cercada.